# Большое Ефимово
Большое Ефимово — деревня в Верховажском районе Вологодской области.
Входит в состав Нижне-Важского сельского поселения (до 2015 года входила в Наумовское сельское поселение), с точки зрения административно-территориального деления — в Наумовский сельсовет.
Расстояние по автодороге до районного центра Верховажья — 6,4 км, до центра муниципального образования Наумихи — 8,3 км. Ближайшие населённые пункты — Моисеевская, Пятино, Малое Ефимово, Марковская.
По переписи 2002 года население — 104 человека (46 мужчин, 58 женщин). Преобладающая национальность — русские (98 %).